# Тор ди Бруно (Рим)
Тор ди Бруно је насеље у Италији у округу Рим, региону Лацио.
Према процени из 2011. у насељу је живело 283 становника. Насеље се налази на надморској висини од 98 м.